# Distrikt Huancavelica
Der Distrikt Huancavelica liegt in der Provinz Huancavelica der Region Huancavelica in Südzentral-Peru. Der Distrikt hat eine Fläche von 514,1 km². Beim Zensus 2017 lebten 39.776 Einwohner im Distrikt. 10 Jahre zuvor lag die Einwohnerzahl bei 37.255. Die Distriktverwaltung befindet sich in der am Río Ichu auf einer Höhe von 3660 m gelegenen Provinz- und Regionshauptstadt Huancavelica mit 34.655 Einwohnern (Stand 2017).

## Geographische Lage
Der Distrikt Huancavelica liegt im Andenhochland östlich der peruanischen Westkordillere im Südwesten der Provinz Huancavelica. Der Río Ichu sowie dessen linker Quellfluss Río Cachimayo bilden die nördliche Distriktgrenze. Die westliche Distriktgrenze verläuft entlang der kontinentalen Wasserscheide.
Der Distrikt Huancavelica grenzt im Nordwesten an den Distrikt Ascensión, im äußersten Nordosten an die Distrikte Palca und Acoria, im Osten an den Distrikt Yauli, im äußersten Südosten an den Distrikt Ccochaccasa (Provinz Angaraes), im Süden an die Distrikte Huachocolpa und Santa Ana sowie im Südwesten an den Distrikt Castrovirreyna (die letzten drei in der Provinz Castrovirreyna).